# Vladislava Urazova
Vladislava Sergejevna Urazova (ryska: Владислава Сергеевна Уразова), född 14 augusti 2004, är en rysk gymnast.
Urazova var en del av Ryska olympiska kommitténs lag som tog guld i lagmångkamp vid olympiska sommarspelen 2020 i Tokyo.